# Rönne (Kilonia)
Rönne, Kiel-Rönne – dzielnica miasta Kilonia w Niemczech, w kraju związkowym Szlezwik-Holsztyn.